# Леви-Брюль, Люсьен
Люсьен Леви-Брюль (фр. Lucien Lévy-Bruhl; 10 апреля 1857, Париж — 13 марта 1939, там же) — французский философ, антрополог и этнолог. Профессор Сорбонны, член Академии моральных и политических наук. Известен своей теорией первобытного «дологического» мышления.

## Биография
Люсьен Леви родился в Париже, в еврейской семье из Лотарингии (Меца и Сен-Дье-де-Вож). Его отец, Сильван Леви (1830—1915), был коммерсантом; мать, Эрнестина Леви (урождённая Бернар; 1832—1939), была домохозяйкой. Женившись на Алисе Луизе Брюль, из семьи состоятельного ювелира Давида Брюля (1822—1901) из Вормса, приобрёл вторую фамилию .
Окончил Высшую нормальную школу со степенью агреже по философии.
Занимал в Сорбонне кафедру истории современной философии.
Основатель Института этнологии Парижского университета.
Начинал как философ (первые работы посвящены истории развития немецкой философии); после знакомства с трудом Джеймса Фрэзера «Золотая ветвь» заинтересовался антропологией. По методологии, принципам постановки проблем выступал как ученик социолога Эмиля Дюркгейма. Позитивист.
Он также положил начало философской разработке понятия ответственности, обратившись к ней в своём трактате «Идея ответственности» (L’idée de responsabilité; 1884).

## Семья
- Жена — Алиса Луиза Брюль (1859—1935) — происходила из интеллектуальной семьи. Её брат, социолог Анри Брюль (1858—1927), был женат на дочери главного раввина Франции Цадока Кана (1839—1905) Берте Кан (их дочь — археолог и востоковед Одетта Моно-Брюль (1906—1972), была замужем за биохимиком Жаком Моно); сестра Берты, Хелен Кан, была замужем за главным раввином Парижа (1933—1939) и Франции (1939—1950) Жюльеном Вайлем (1873—1950); другая сестра Анна также была женой главного раввина Франции (1920—1939) Исраэля Леви (1856—1939)[5][6]. Племянник — искусствовед и археолог Адриен Давид Брюль (1902—1973); племянница — историк и философ науки Элен Мецжер (1889—1944, погибла в Освенциме)[7].
  - Сын — юрист и социолог Исаак Анри Леви-Брюль (1884—1964), профессор юриспруденции.
  - Сын — врач Леон Марсель Леви-Брюль (1883—1944), погиб с семьёй в Освенциме.
  - Сын — инженер-химик Жан-Поль Леви-Брюль (1890—1960).

## Дологическое мышление
До Леви-Брюля был принят постулат одинаковости законов мышления для народов всех времён. Леви-Брюль считал, что разным типам общества и разным эпохам присущи разные типы мышления. Является автором теории дологического мышления, отличного от современного нам логического. До-логическое мышление нечувствительно к опытному знанию, оно мистично. В любом явлении первобытный человек видит действие сверхъестественных сил: болезнь, неурожай, плохая погода — это следствие колдовства. Применительно к такому мышлению Леви-Брюль вывел закон партиципации (сопричастия): для первобытного человека предмет может быть самим собой и одновременно чем-то иным. Примером действия такого закона может служить тотемизм, когда человек верит, что он одновременно является и животным. Другой пример — билокация, то есть одновременное нахождение какого-либо предмета или человека в двух местах.

## Труды
- 1900 — Философия Огюста Конта / La Philosophie d’Auguste Comte
- 1910 — Ментальные функции в примитивных обществах / Les fonctions mentales dans les sociétés inférieures
- 1922 — Первобытное мышление / La mentalité primitive
- 1927 — L'âme primitive
- 1931 — Сверхъестественное в первобытном мышлении / Le surnaturel et la nature dans la mentalité primitive
- 1935 — Первобытная мифология / La mythologie primitive
- 1938 — L’expérience mystique et les symboles chez les primitifs («Мистический опыт и символы первобытных людей»)
- 1949 — Les carnets de Lucien Lévy-Bruhl

На русском языке
- Леви-Брюль Л. Первобытное мышление. М., 1930 и 1980; СПб., 2002 (под названием «Первобытный менталитет»), М., 2012 и 2014.
- Леви-Брюль Л. Сверхъестественное в первобытном мышлении. М., 1937; М., 1999; М., 2010, М., 2012 и 2014.
- Леви-Брюль Л. Первобытная мифология. М. 2010; М., 2012 и 2014.